# Andreastor

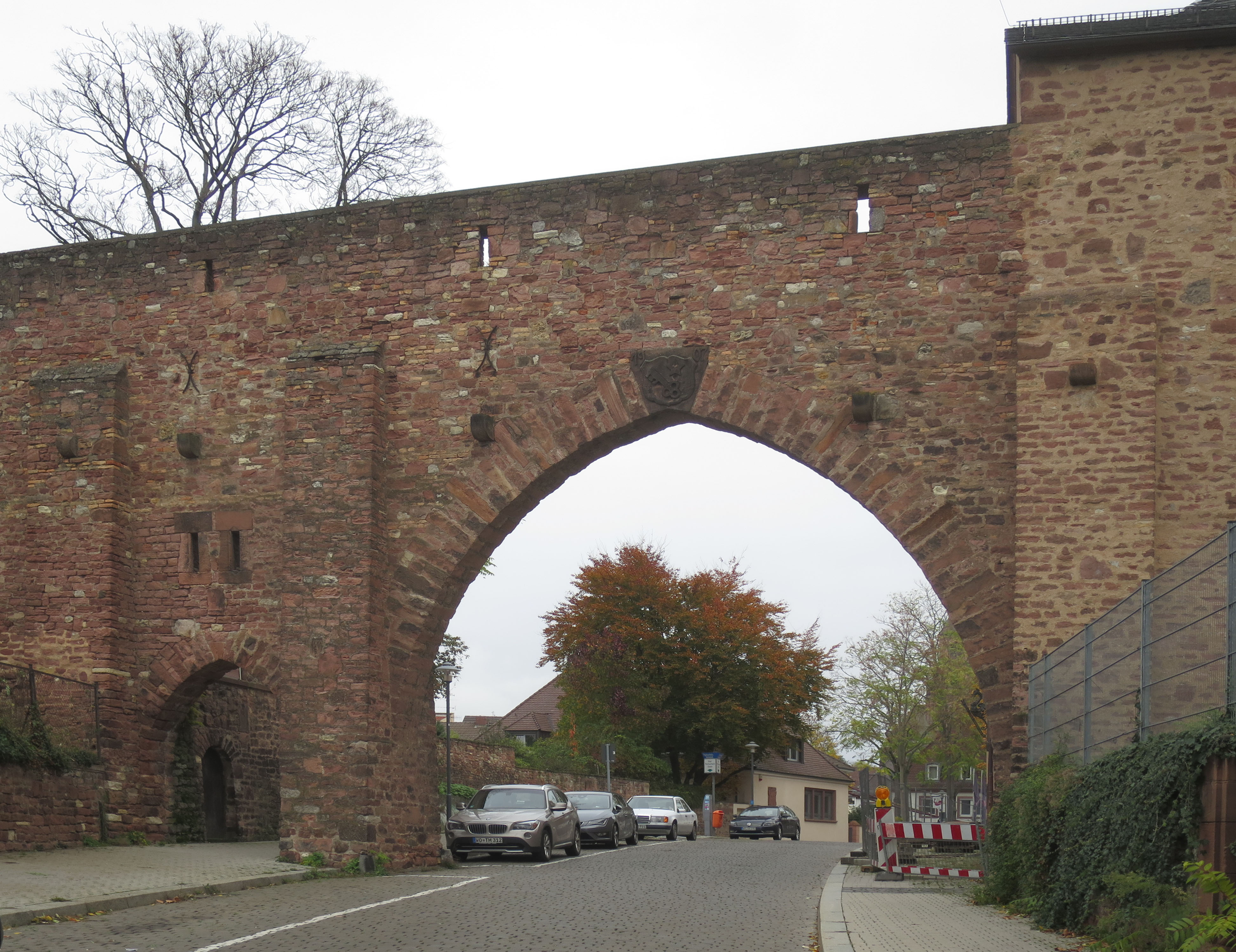
Andreastor von 1907, Blick von der „Feldseite“ in Richtung Dom

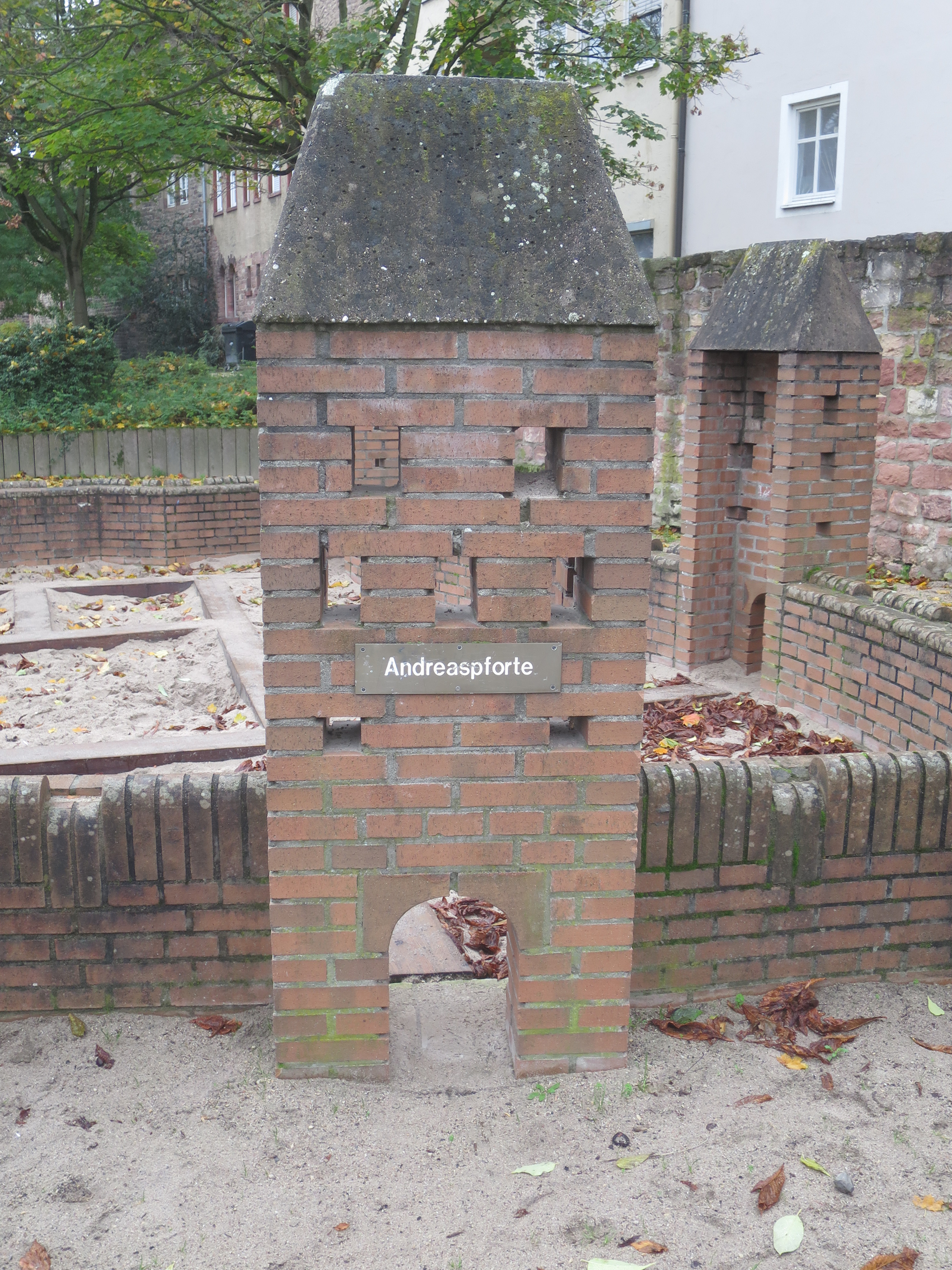
Das mittelalterliche, innere Andreastor im Modell auf dem Spielplatz in der Herta-Mansbacher-Anlage in Worms

Andreastor (auch: Andreaspforte) bezeichnet drei Toranlagen der Stadtbefestigung Worms.

## Benennung
Westlich vor der Stadt existierte bereits vor dem Jahr 1000 eine dem Heiligen Andreas geweihte Klerikergemeinschaft. Dieses wurde unter Bischof Burchard von Worms an der Wende zum 11. Jahrhundert hinter die Stadtmauer an den jetzigen Standort des Andreasstifts verlegt.

## Mittelalterliches Inneres Andreastor

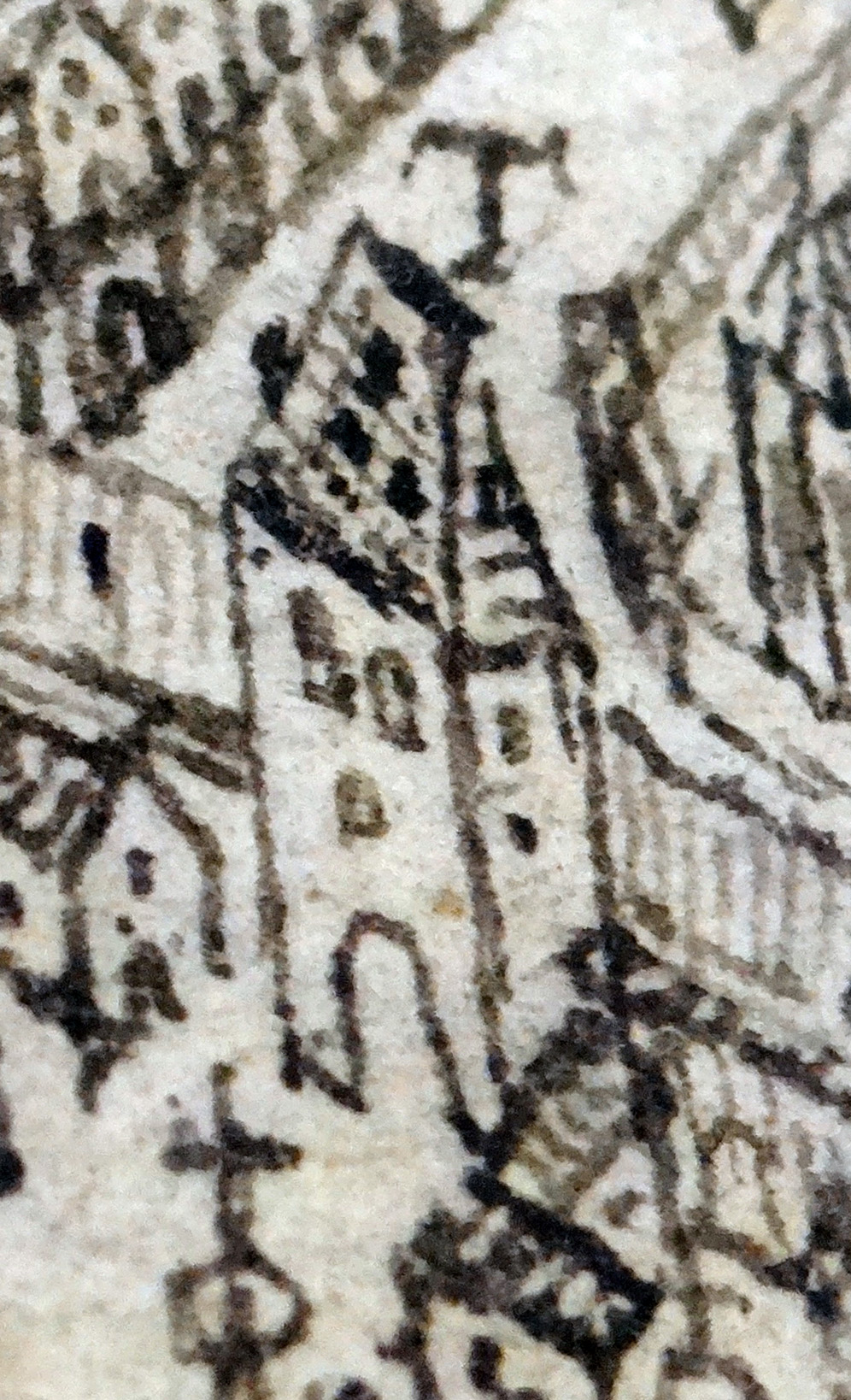
Inneres Andreastor vor der Zerstörung 1689 …

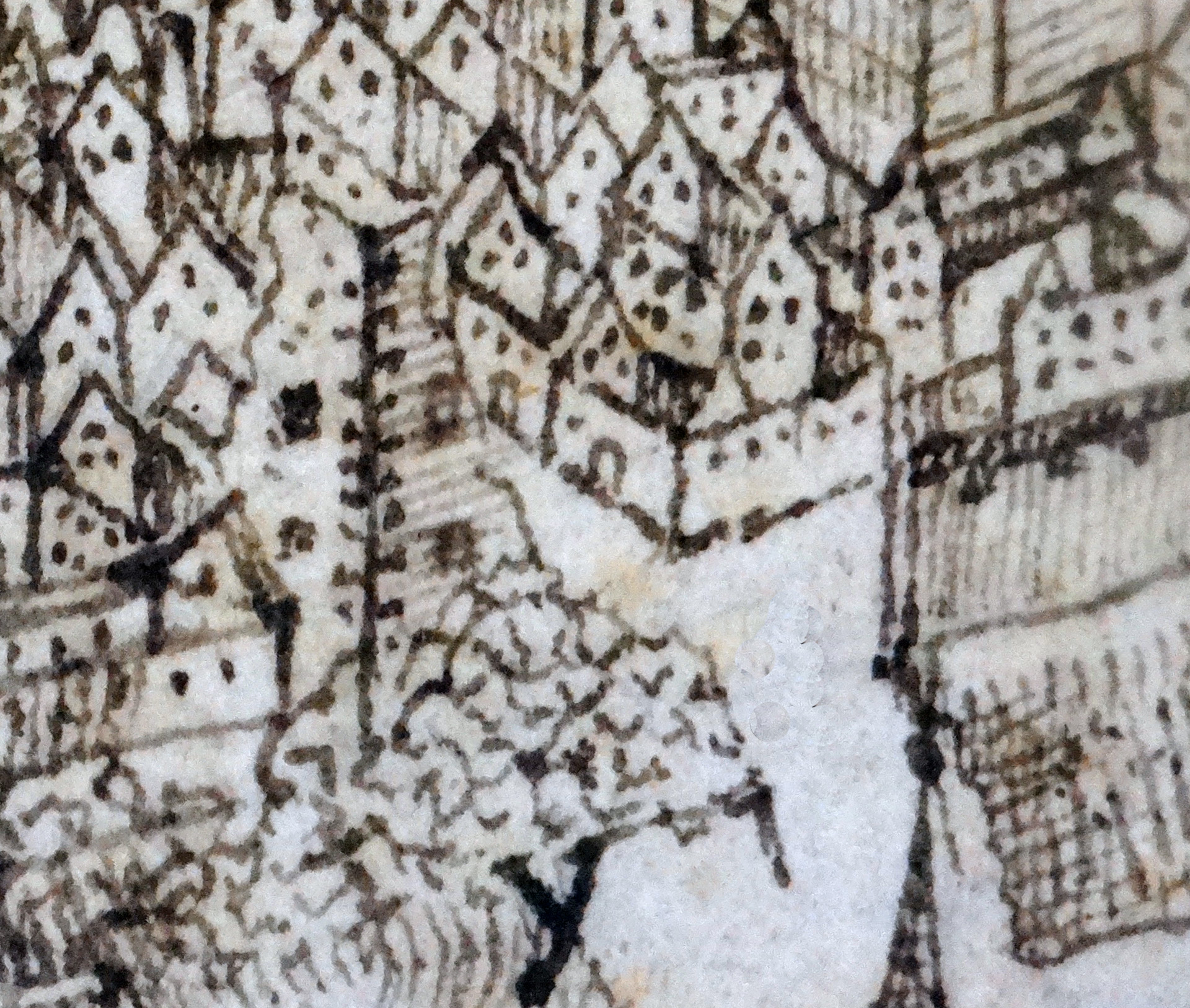
… und danach

### Geografische Lage
Das mittelalterliche (innere) Andreastor war das Stadttor, das als Durchlass für die Andreasgasse im westlichen inneren Mauerring der Stadtbefestigung von Worms diente. Es befand sich im südlichen Abschnitt der westlichen Stadtmauer.

### Baulichkeit
Das Tor war etwa 34 m hoch. Vor dem Torturm spannte sich eine Brücke über den Stadtgraben.

### Geschichte
Die älteste erhaltene Erwähnung des mittelalterlichen Andreastors findet sich in der Mauerbauordnung aus der Zeit von Bischof Thietlach an der Wende vom 9. zum 10. Jahrhundert. Die nächst jüngere Nennung hält eine Urkunde von 1141 fest.
Das Andreastor galt als eine besonders gefährdete Stelle im Verteidigungsring der Stadt, weil in der Nähe viele Kleriker lebten. Das Verhältnis zwischen Kirche und Stadt war oft gespannt und die Stadt fürchtete, dass der Klerus sich mit einem vor der Stadt liegenden Feind verbünden und ihm das Tor öffnen könne. Auf einer Zeichnung von Peter Hamman, die er von der 1689 zerstörten Stadt Worms gefertigt hat, stellt er das Andreastor als komplett zerstört da. Beim Wiederaufbau der Stadt im 17. Jahrhundert wurde das Tor wohl wieder so weit hergestellt, dass es als Zolltor verwendet werden konnte. Militärisch war es nun funktionslos und wurde – wie viele andere Partien der der Stadtmauern – spätestens im 19. Jahrhundert beseitigt.

## Äußeres Andreastor

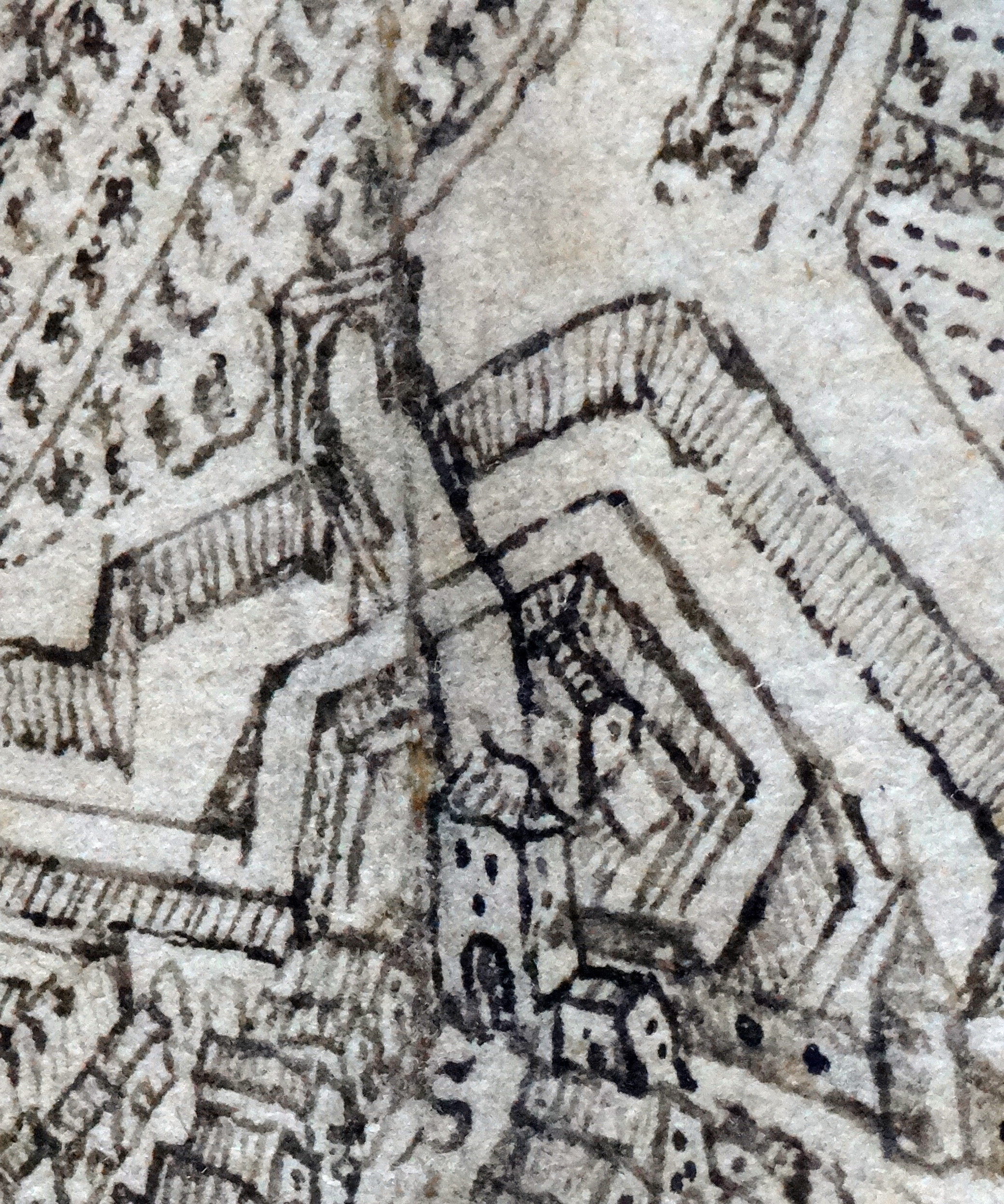
Äußere Andreaspforte

### Geografische Lage
Das Äußere Andreastor (auch: Äußere Andreaspforte) diente der Fortsetzung des Andreasgasse, die von hier Richtung Alzey weiter führte, vor dem inneren Mauerring und der Inneren Andreaspforte. Es lag unmittelbar nordöstlich des Jüdischen Friedhofs.

### Baulichkeit
Das Äußere Andreastor hatte einen Torturm auf viereckigem Grundriss. Dem war eine frühneuzeitliche Bastion vorgelagert, über die die Straße mit einem leichten Winkel nach Südwesten führte. Den davor liegenden Graben überspannte eine Brücke, vor der auf der Feldseite ein weiteres Tor errichtet war.
Im Bereich zwischen diesen beiden Andreastoren bestand ein 1519 gebauter unterirdischer Gang vom Stadtgraben am inneren Andreastor durch den äußeren Wall zum Graben vor der äußeren Verteidigungsanlage. Der Gang war 36 m lang, 1,50 m hoch und 80 cm breit. Er wurde 1930 ausgegraben, dabei wurden die Grabsteine geborgen und innen in den Westabschnitt der nördlichen Umfassungsmauer des Friedhofs eingelassen. In den 1970er Jahren waren vom westlichen Eingang des Ganges im Hang zur Bahnstrecke Mainz–Mannheim noch Spuren zu erkennen, heute nicht mehr.

## Andreastor von 1907

### Geografische Lage
Die heute bestehende und als „Andreastor“ bezeichnete Anlage liegt unmittelbar südwestlich des Andreasstifts und ist ein Durchbruch durch den südlichen Mauerabschnitt der inneren Stadtmauer für die kurze Straße „Am Andreastor“, eine Verbindung zwischen dem heutigen Weckerlingplatz und der Hanns-Thierolf-Anlage.

### Geschichte
Dieses dritte Andreastor entstand 1907 unter dem Baudezernenten und Bürgermeister Georg Metzler als Durchlass für den zunehmenden Verkehr, nahezu gleichzeitig mit dem Raschitor in der inneren Nordmauer und dem Durchlass Herzogenstraße in der inneren Ostmauer. Bei den Bauarbeiten erwies sich die Stadtmauer in diesem Bereich als so marode, dass der Abschnitt komplett abgetragen werden und zusammen mit dem neu geschaffenen Tor neu aufgemauert werden musste.

### Bauwerk
Das Tor hat einen großen Bogen zum Durchfahren und einen kleinen für Fußgänger. Ebenso wie die beiden anderen „modernen“ Tore wurde dem Durchlass eine historisierende Form gegeben.
In dem Neubau wurden auch einige Spolien vermauert, unter anderem ein romanisches Christus-Relief.

## Wissenswert
In der Zeit des Nationalsozialismus wurde der Begriff „Andreastor“ für eine der vier damals bestehenden NSDAP-Ortsgruppen verwendet.